# HDK Steneby
Nu mera kallat HDK-Valand Campus Steneby, är en konstnärlig utbildningsinstitution, som ingår inom den konstnärliga fakulteten vid Göteborgs universitet.
HDK-Valand Campus Steneby ligger i Dals Långed och bedriver kandidat- och masterprogram i metallgestaltning, möbeldesign och textil.

De delar lokaler med Stenebyskolan som är förberedande konsthantverksutbildning och YH (yrkeshögskoleutbildningar)